# Trigonidium latifolium
Trigonidium latifolium är en orkidéart som beskrevs av John Lindley. Trigonidium latifolium ingår i släktet Trigonidium och familjen orkidéer. Inga underarter finns listade i Catalogue of Life.